# Jeanne Nyanga-Lumbala
Mie-Jeanne Nyanga-Lumbala (Leopoldstad (Belgisch Congo), 8 januari 1954) is een Belgisch politica. Eerst werd ze actief voor het christendemocratische cdH, daarna voor de liberale MR.

## Levensloop
Mie-Jeanne Nyanga-Lumbala werd geboren in de toenmalige kolonie Belgisch Congo, de latere Democratische Republiek Congo of Zaïre. Na haar opleiding in handelsbeheer ging ze aan de slag in de Congolese bankensector, als directie-assistente van de handelsbank Banque internationale pour l'Afrique au Congo. 
In 1988 kwam Nyanga-Lumbala als politiek vluchteling naar België. Ze behaalde er een postgraduaat in beheer van ondernemingen in de sociale economie in het voortgezet onderwijs aan de ULB en werd zelfstandige in de horecasector. In 1996 stichtte ze het sociaal restaurant La Kinoise.
In 2002 richtte Nyanga-Lumbala mee de vzw Afrika Sub-Sahara op, die bijdraagt aan de sociaal-professionele integratie van migranten uit Sub-Sahara-Afrika en kwetsbare personen, waarvan ze coördinator-vrijwilliger werd. Voor dit engagement werd ze in 2011 geëerd met de eretitel Vredesvrouw 2011.
Voor de christendemocratische PSC, tot 2002 de voorloper van het cdH, werd Jeanne Nyanga-Lumbala in oktober 2000 verkozen tot gemeenteraadslid van Sint-Joost-ten-Node, wat ze bleef tot in juni 2012. Nadien verhuisde ze naar Brussel, waar ze van maart 2013 tot september 2017 OCMW-raadslid was en van september 2017 tot december 2024 gemeenteraadslid was. Van 2010 tot 2014 was ze eveneens bestuurder bij de Brusselse Gewestelijke Huisvestingsmaatschappij.
Van 2004 tot 2013 was Nyanga-Lumbala tevens kabinetsmedewerker van de Brusselse minister voor Werk en Economie Benoît Cerexhe. Van mei 2013 tot april 2014 was zij vervolgens
voor de kieskring Brussel-Halle-Vilvoorde lid van de Kamer van volksvertegenwoordigers. Ze werd hierdoor de eerste federale volksvertegenwoordigster van subsaharaanse afkomst. Bij de Brusselse gewestverkiezingen van mei 2014 was ze kandidaat voor het Brussels Hoofdstedelijk Parlement, maar werd niet verkozen.
In september 2020 stapte Jeanne Nyanga-Lumbala samen met Bertin Mampaka Mankamba over naar de liberale MR, naar eigen zeggen omdat ze zich aangetrokken voelden tot de nieuwe dynamiek die de partij onder leiding van Georges-Louis Bouchez uitstraalde. Voor de MR was zij in oktober 2024 opnieuw kandidaat bij de gemeenteraadsverkiezingen in Brussel, maar ze raakte niet herkozen.